# Ashtoret granulosa
Ashtoret granulosa is een krabbensoort uit de familie van de Matutidae. De wetenschappelijke naam van de soort is voor het eerst geldig gepubliceerd in 1877 door Miers.